# Xerula kuehneri
Xerula kuehneri är en svampart som tillhör divisionen basidiesvampar, och som först beskrevs av Henri Romagnesi, och fick sitt nu gällande namn av Cornelis Bas och Teun Boekhout. Xerula kuehneri ingår i släktet Xerula, och familjen Physalacriaceae. Arten har ej påträffats i Sverige.